# Лорд парламента
Лорд парламента (англ. Lord of Parliament, скотс Laird o Pairlament) — обладатель низшего ранга в системе пэрства Шотландии, шотландский эквивалент английского барона. После принятия в 1707 году «Акта об унии» лорд парламента стал низшим рангом в палате лордов Великобритании, его обладатели занимали положение ниже виконта. До 1963 годах их представляли в палате лордов специальные представители, а в 1963—1999 годах они сами заседали в там. После принятия Акта 1999 года лорды парламента в числе других пэров лишились права автоматически попадать в палату лордов.

## История
В отличие от Английского королевства, в Шотландском королевстве бароны не являлись обладателем низшего ранга пэров, имевших право заседать в парламенте. В Шотландии термин «барон» не являлся дворянским титулом, а означал наличие феодальных прав, то есть все шотландские бароны были феодальными.
В Шотландском королевстве дворянство состояло из трёх основных социальных слоёв: «графов, баронов и свободных землевладельцев (или других дворян)». Графы, количество которых составляло около дюжины, владели территориальными образованиями, которые были аналогами англосаксонских графств. Кроме того, было около сотни баронов, которые владели землями с особыми феодальными (баронскими) правами. Остальную часть дворянства представляли собой свободные землевладельцы, которые не обладали какими-то привилегиями. При этом среди баронов в средневековой Шотландии часть владело «великими барониями» (англ. great lordships), которые во многих отношениях напоминали графства: они занимали сотни квадратных миль и соответствовали провинциям королевства. Как и графы, подобные крупные бароны (историк А. Грант их называет провинциальными лордами) владели большей частью находившихся в этих барониях земель и несли большую ответственность за управление ими. Владения же других баронов были гораздо меньше. Типичная шотландская барония была небольшим и компактным образованием и больше напоминала приход, чем провинцию. Существовала ешё группа «высших» баронов, которые владели одной или несколькими более крупными барониями и были шотландскими лордами с важностью выше средней. В итоге, как отмечает А. Грант, в период до 1350 года лучше всего разделять дворянство на 5 слоёв: графы, провинциальные лорды, высшие бароны, бароны и свободные землевладельцы.
Шотландский парламент был однопалатным и включал представителей трёх сословий: прелатов, баронов и горожан. Все графы представляли в парламенте сословие баронов. Все шотландские феодальные бароны изначально были обязаны присутствовать на заседаниях парламента, однако это было сопряжено с серьёзными затратами, из-за чего мелкие бароны заседания нередко пропускали. Статутом 1428 года «мелких баронов» освободили от обязанностей посещения парламента. Именно в этот период начинается практика присвоения более богатым баронам статуса лордов парламента. В итоге бароны разделились на лордов парламента и лэрдов, к которым относили и других дворян независимо от того, были ли они баронами. Земельные владения пэров обычно представляли собой совокупность поместий, разбросанных по всему королевству. Звание пэра присваивалось на личных церемониях и не приносило новых поместий. С ним присваивался личный титул, название которого производилось или от фамилии лорда, или от названия какого-то владения. При этом пэр автоматически получал вызов в парламент, хотя выдача самого вызова не означала автоматического присвоения статуса пэра, ибо вызов мог получить и дворянин более низкого ранга. Лордов парламента отличало то, что они получали вызовы постоянно.
Создание новых титулов лордов парламента прекратилось после объединения Англии и Шотландии в 1707 году.
В 1707—1963 годах их представляли в палате лордов Великобритании представительные пэры. Но в 1963 году все шотландские пэры получили право заседать в палате лордов. После принятия Акта 1999 года лорды парламента, как и другие британские пэры, лишились права автоматически попадать в палату лордов.
Как и все пэры, лорды парламента имеют право носить корону и парламентскую мантию.
Термин «лорд парламента» также может использоваться для обозначения любого члена палаты лордов. Так по регламенту палаты лордов «епископы, которым выдан приказ о вызове, не являются пэрами, а являются лордами парламента».